# Pic de Tristaina
Pic de Tristaina är en bergstopp i Andorra, på gränsen till Frankrike. Den ligger i den nordvästra delen av landet. Toppen på Pic de Tristaina är 2 878 meter över havet.
Den högsta punkten i närheten är 3 100 meter över havet, 7,8 kilometer väster om Pic de Tristaina.
Trakten runt Pic de Tristaina består i huvudsak av kala bergstoppar och gräsmarker.